# Saepe nos
Saepe nos (lat. „Oft [haben] wir …“)  ist eine Enzyklika von Papst Leo XIII., mit der er sich am 24. Juni 1888 an die Bischöfe Irlands wendet. 
Leo XIII. verweist auf die Zusammenkunft der irischen Bischöfe im Jahre 1885 und beklagt den „Boykott in Irland“, der sich gegen die katholische Kirche richte. In den Umwälzungszeiten Irlands, der Liberalisierung und den Landreformen, hatte die Kirche einen schwierigen Stand. Unter dem Erzbischof Edward Kardinal McCabe habe bereits die religiöse und politische Auseinandersetzung mit den irischen Parlamentariern begonnen, der Papst beschreibt ihn in der Enzyklika als einen rechtschaffenen Bischof.
Letztlich wendet sich der Papst gegen den Boykott und beschreibt diesen als ein unangemessenes Kampfmittel, ja sogar als eine Methode der Kriegsführung. Diese Handlungsweisen trügen nicht zur Harmonie bei und es müssten die Tugenden der Mäßigung, des Respekts und des Gehorsams angestrebt werden. 
Es sei grundsätzlich falsch und streue nur Misstrauen, wenn die Katholiken von allen Tätigkeiten zurückgehalten würden, des Weiteren beanstandet er die Entstehung von „Geheimen Bünden“.
Die Anweisungen, die Leo XIII. in der Enzyklika umschreibt, sollen durch den Erzbischof an die irische Bevölkerung weitergegeben werden. Insbesondere seien dieses der Gehorsam, die Gerechtigkeit und das Vorgehen mit gesetzlichen Mitteln.